# باشگاه فوتبال بوتو پلوودیو
باشگاه فوتبال بوتف پلوودیو (بلغاری: ПФК Ботев Пловдив) قدیمی‌ترین باشگاه فوتبال در بلغارستان است که در حال فعالیت است. این باشگاه در ۱۲ مارس ۱۹۱۲ در پلوودیو تأسیس شده و در حال حاضر در لیگ حرفه‌ای آ فوتبال بلغارستان به رقابت می‌پردازد.